# نیوالا (اکلاهما)
نیوالا (به انگلیسی: Newalla) یک منطقهٔ مسکونی در ایالات متحده آمریکا است که در شهرستان اکلاهما، اکلاهما واقع شده‌است.